# Ospedale di San Paolo (Firenze)
L'ospedale di San Paolo è un antico complesso monumentale di Firenze, situato in piazza Santa Maria Novella 9. Fu conosciuto anche come spedale di San Paolo dei Convalescenti e in seguito ospitò le Scuole leopoldine; dal 2006 è sede museale, prima del Museo Alinari della fotografia (chiuso nel 2014) e poi, in un'altra parte del complesso, del Museo Novecento.
La loggia appare nell'elenco redatto nel 1901 dalla Direzione Generale delle Antichità e Belle Arti, quale edificio monumentale da considerare patrimonio artistico nazionale.

## Storia

### Origini
L'ospedale fu fondato agli inizi del XIII secolo, forse nel 1208 o nel 1211, come un ospizio per pellegrini, con dedica a san Paolo Apostolo a cui era dedicato questo borgo, dall'antica chiesa di San Paolino. Non esisteva ancora la basilica di Santa Maria Novella, e l'ospedale si trovava subito fuori dalle prime mura comunali, presso la Porta a San Paolo, per cui era naturale che vi cercasse ospitalità chi transitava lungo le direttrici verso Prato, Pistoia e Lucca. L'ingresso principale era infatti su via Palazzuolo, la strada principale che usciva dalla porta.
La zona subì un notevole sviluppo con l'inclusione nelle mura e il vicino insediamento dei Domenicani, e dal 1345 l'ospizio di San Paolo divenne un vero e proprio ospedale, che curava i "poveri infermi febbricitanti", amministrato dai pinzocheri, terziari francescani, da cui anche il nome di "ospedale di San Francesco". Può darsi che invece di una sostituzione di gestione, fossero gli stessi rettori dell'ospedale, magari riuniti in una confraternita, ad adottare la regola del terz'ordine, sull'esempio di san Francesco che aveva visitato Firenze nel 1211.
Nei primi due secoli di vita l'ospedale raccolse numerose donazioni e generosi lasciti, come quello di Giordano Beniventi nel 1227 o quello di Francesco di Bizzocco Bertaldi nel 1352, che permisero notevoli ampliamenti e ammodernamenti, culminati ai primi del Quattrocento.

### Il Rinascimento

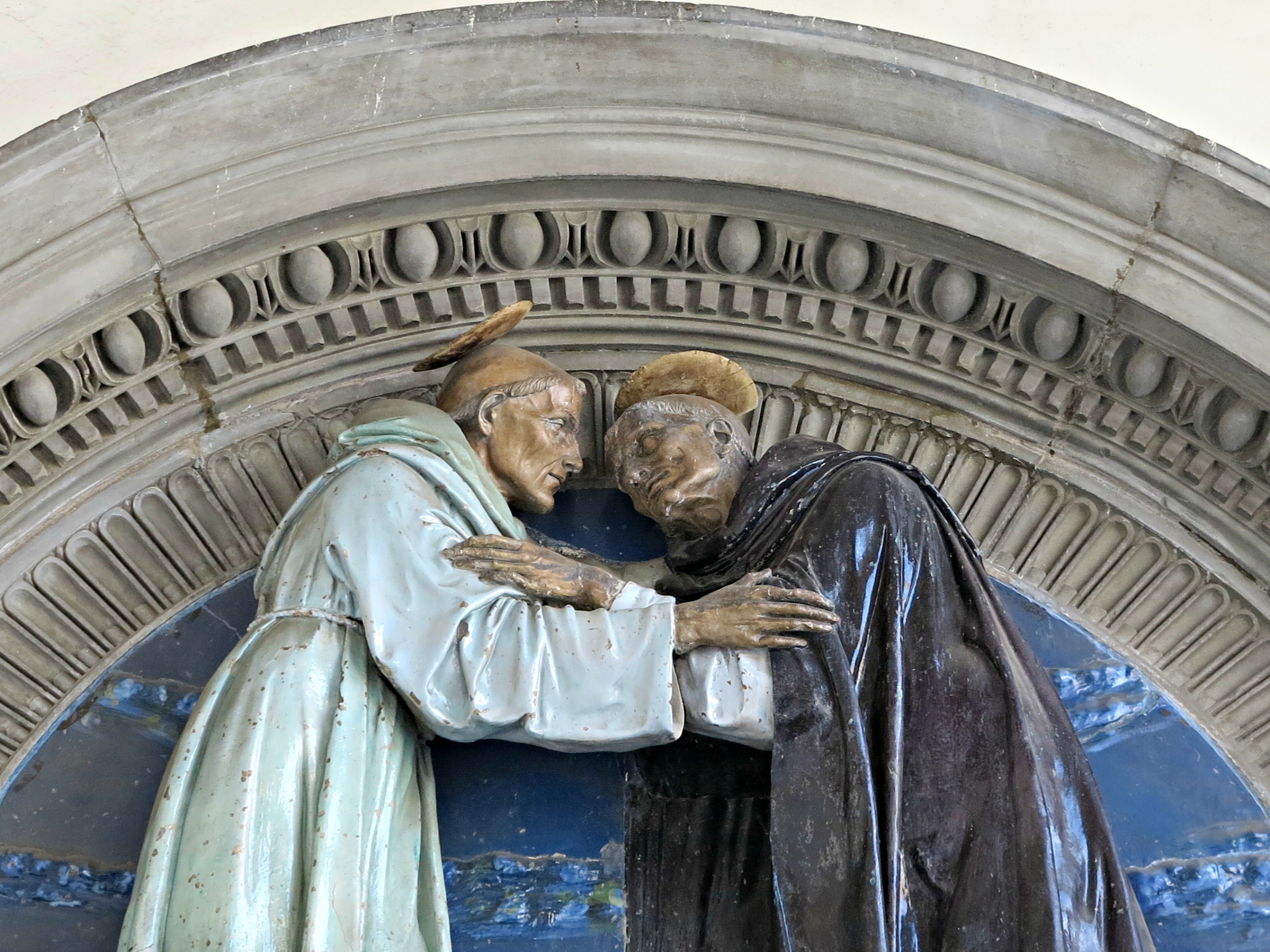
Incontro tra san Francesco e san Domenico

Dopo essere passato sotto il patronato dell'Arte dei Giudici e Notai (1403), nel 1451 fu nominato spedalingo Benino Benini, con il quale l'ospedale venne riorganizzato ed ampliato uscendo da una condizione di degrado cui era caduto. Fece costruire la loggia, che costituisce l'elemento di maggior caratterizzazione del complesso, eretta nell'ambito degli importanti lavori, su progetto di Michelozzo che, per quanto riguarda il loggiato, si ispirò alla tradizione fiorentina del trecentesco ospedale di San Matteo e, più direttamente, al portico brunelleschiano dello Spedale degli Innocenti, tanto che a lungo anche questa loggia di San Paolo fu ricondotta al Brunelleschi. Il loggiato venne decorato con i tondi di Andrea della Robbia, che ritrasse lo stesso Benini alle due estremità.
Il nuovo spedalingo mantenne questo incarico fino alla morte avvenuta il 5 maggio 1497, anche se nel frattempo era stato nominato responsabile anche dell'Ospedale di Santa Maria Nuova, il maggior ospedale fiorentino dell'epoca. Egli rioganizzò ampiamente gli spazi dell'ospedale creando anche all'interno un monastero femminile, ed al suo termine nel 1473, avviò anche la costruzione di un convento francescano maschile i cui lavori andranno avanti molto lentamente.
Nel 1504 l'ospedale aveva raggiunto una notevole importanza, ottenendo l'incamerazione dei beni del vicino ospedale del Porcellana.
Dopo la morte di Benino Benini, la comunità femminile cerco di rendersi autonoma dai francescani organizzandosi in una propria comunità: con papa Leone X ottennero nel 1516 il diritto ad indossare il velo e l'abito di monache di clausura e furono poste alle dirette dipendenze dell'arcivescovo; nel 1531 da Clemente VII ottennero la gestione diretta dell'ospedale, l'assegnazione di parte del patrimonio e le relative rendite: da allora non vengono più menzionati i pinzocheri, che dovettero essere allontatani. Nel tempo tuttavia la pratica della clausura e le esigenze imposte dalla cura dei malati entrarono in conflitto creando molti problemi nella gestione dell'ospedale; per tutto il secolo XVII si susseguirono tentativi di riformare la comunità senza successo; nel 1614 papa Paolo V vietò alle monache di accettare nuove novizie, in modo che una volta defunte tutte il loro convento tornasse nelle disponibilità dell'ospedale.

### Ospedale dei Convalescenti

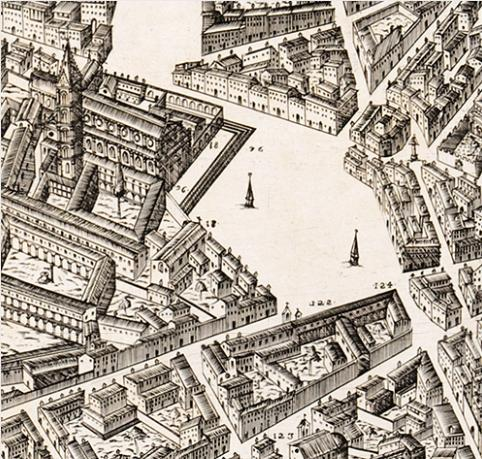
La piazza Santa Maria Novella nella pianta del Buonsignori (1584)

Nel 1592 Ferdinando I de' Medici, essendo l'ospedale ormai in decadimendo e le rendite destinate solo al mantenimento delle monache, lo destinò ad accogliere la convelescenza dei poveri infermi ambosessi, che uscivano dagli altri ospedali fiorentini come guariti ma ancora debilitati. Lo stesso granduca, a spese del Regio Erario, rinnovò la dotazione materiale dell'istituzione, dai letti (ben centoventi), alle masserizie, gli utensili e tutto ciò che fosse necessario.
Alla morte di Ferdinando le monache tentarono di recuperare il possesso delle rendite dell'ospedale ma furono nuovamente fermate da una bolla di Paolo V del 6 gennaio 1616, che dichiarò lo spedale San Paolo un convalescenziario..

### Scuole Leopoldine
Nel 1780, a seguito delle soppressioni degli enti religiosi volute dal granduca Pietro Leopoldo, l'ospedale fu chiuso definitivamente divenne sede di una delle quattro Scuole Leopoldine di Firenze volute dal sovrano per estendere l’istruzione delle giovani fiorentine dai sei al diciott'anni. La scuola assunse nel Novecento un carattere di scuola professionale, ed è stata chiusa nel 1976.
L'insegnamento impartito da personale laico, era finalizzato a dare "i primi doveri di religione, ed il catechismo, le regole della decenza, e pulitezza conveniente allo stato delle ragazze, il leggere, scrivere, abbaco, e lavori donneschi di maglia, cucito e tessere tanto di nastri che di veli, panni lini, e lani di qualunque genere, e drappi in seta larghi e stretti".
Nel 1789 l'architetto Giuseppe Salvetti intervenne sulla fabbrica e, tra l'altro "risarcì la loggia cambiandone tutte le colonne". Dopo un lungo periodo di incuria (denunciato dalle pagine di "Arte e Storia") si intervenne con un restauro nel 1892-1893, inizialmente limitato alle gradinate e al basamento delle colonne, poi all'intera facciata.
La decorazione a finto graffito che ornava il piano superiore del loggiato, documentata dall'iconografia della piazza dal Seicento alla fine dell'Ottocento (anche da varie fotografie Alinari), fu probabilmente rimossa in un intervento purista degli inizi del Novecento teso a riportare la fabbrica alla sua supposta dimensione originaria.

### Occupazione nazista
Dal settembre 1943 al luglio 1944 i locali della Scuola Leopoldina furono requisiti dalle truppe naziste per farne luogo di raccolta delle vittime dei rastrellamenti prima di essere deportati per la Germania con partenza dalla stazione di Santa Maria Novella

### Dopoguerra
La struttura fu interessata da interventi di restauro negli anni cinquanta del Novecento mentre il loggiato fu ripristinato nel 1967, vietandone l'uso quale posteggio di biciclette e motorini.
Nel secolo XX il lato sinistro del complesso fu sventrato per costruire il cinema Ariston, mentre la parte centrale, dopo la chiusura nel 1976 delle Scuole Leopoldine, fu inizialmente destinata a scuola elementare mai realizzata per difficoltà alla riorganizzazione degli spazi.
Un nuovo e più complesso intervento di ripristino e adeguamento della struttura è stato attuato nel 1998-2000 (progetto dell'architetto Patrizia Moreno, direzione dei lavori dell'architetto Marco Baldini).
Successivamente il Comune decise di riqualificare il complesso per fini culturali iniziando dal restauro del loggiato e proseguendo a successivi lotti. Il primo lotto fu terminato nel 2006 con l'apertura del Museo Alinari, il secondo lotto fu destinato alla sistemazione del piano terreno ed il terzo alla sistemazione del Museo Novecento aperto nel 2014.

## Descrizione

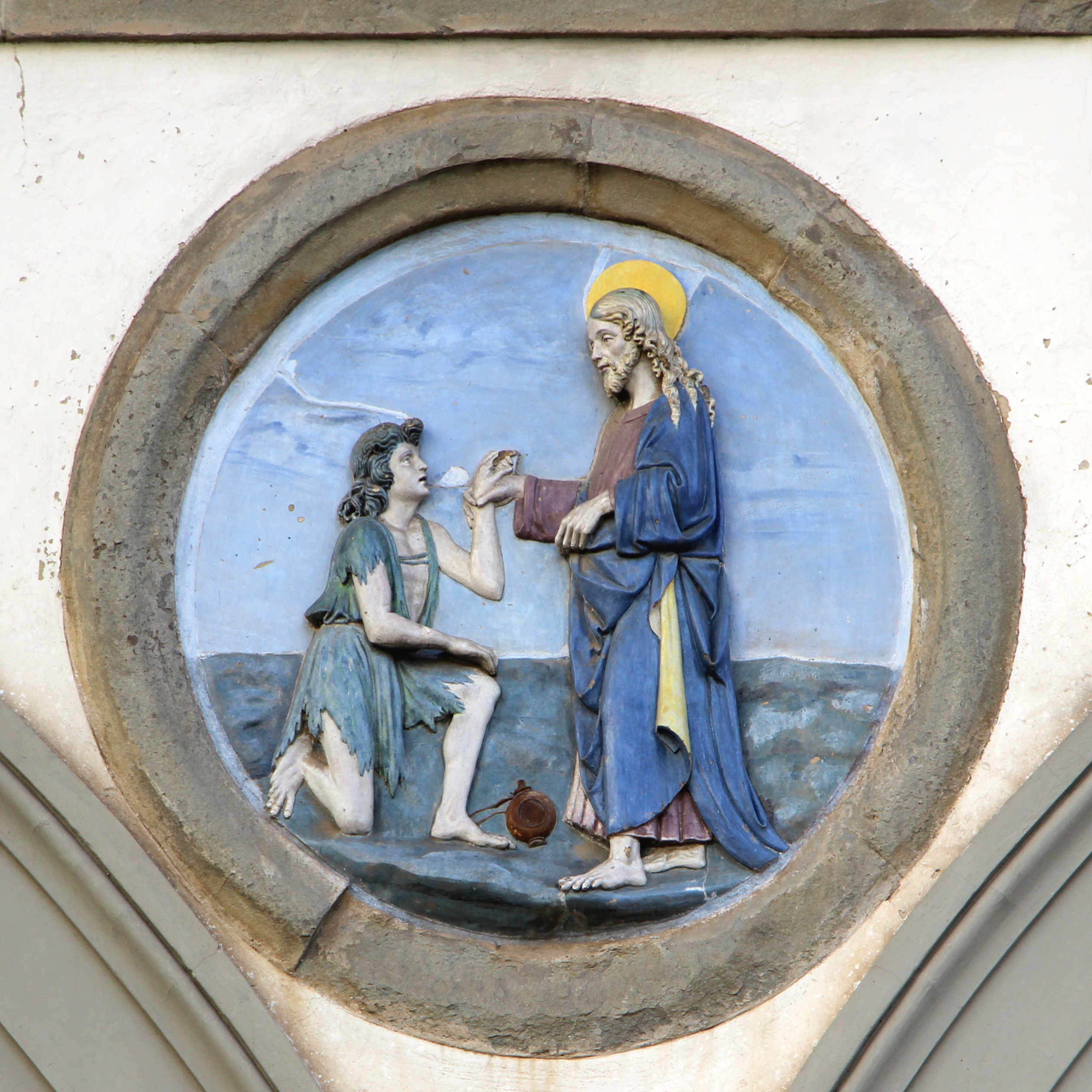
Cristo aiuta un infermo, di Andrea della Robbia, loggia dell'ospedale di San Paolo

Il complesso occupava quasi un intero isolato fra piazza Santa Maria Novella, via dei Fossi e via Palazzuolo, per una superficie complessiva di oltre 3.550 m².
La loggia, che costituisce l'elemento di maggior caratterizzazione del complesso, è una successione di dieci arcate, sorrette da nove colonne e due pilastri, si sviluppa per tutto il fronte dell'ospedale; l'ordine dei capitelli e dei peducci spazia liberamente dal corinzio al composito. I tre portali principali sono praticamente identici: soltanto l'accesso alla cappella della corsia ospedaliera è sormontata da un frontone con lo stemma dell'arte dei Giudici e Notai, patroni dell'ospedale.
Il portale nella terminazione ad ovest del loggiato, dove era situato il più antico oratorio (poi smantellato e sostituito con uno più piccolo al centro del loggiato) si rifà agli altri portali, e ospita superiormente una lunetta in terracotta invetriata di Andrea della Robbia, con l'Abraccio di san Francesco e san Domenico del 1498. Le altre aperture sulla loggia sono probabilmente da riferirsi al risanamento della zona per i degenti del 1569. I nove tondi in terracotta e i due mezzi tondi che ornano i pennacchi del loggiato sono di Andrea della Robbia e datati tra il 1489 e 1496. I tondi raffigurano i santi Francesco, Lodovico, Antonio da Padova, Bernardino da Siena, Bonaventura, Elisabetta, Zita e Chiara (sequenza di santi legati al mondo francescano dei Pinzocheri), mentre i due mezzi rappresentano la stessa persona, lo spedalingo Benini. Il piano superiore è scandito da una serie di dieci finestre e caratterizzato dal busto di marmo del granduca Ferdinando I de' Medici di Giovanni Bandini, databile al 1590.
All'interno gli ambienti sono organizzati attorno ai due livelli di un chiostro con colonne e peducci corinzi al piano terra, e ionici al primo piano. Una lunetta è affrescata con un Compianto sul Cristo morto datato 1570 ed attribuibile a Giovanni Brina.
L'antica chiesa, oggi parte del percorso museale, aveva all'altare maggiore la pala con l'Incontro di sant'Anna e san Gioacchino attribuita a Michele di Ridolfo del Ghirlandaio e alla sua bottega, forse con l'intervento di Giovanni Brina, databile tra settimo e ottavo decennio del Cinquecento, oggi in Santa Felicita.

## Confraternite
In San Paolo si riunì la Compagnia di San Francesco dei Convalescenti.